# یوزف ولتسنباخر
یوزف ولتسنباخر (انگلیسی: Joseph Welzenbacher؛ زادهٔ تاریخ ورودی نامعتبر است) دوچرخه‌سوار اهل آلمان است.